# Amerikaanse presidentsverkiezingen 1940
De Amerikaanse presidentsverkiezingen van 1940 werden gehouden op 5 november 1940. Franklin D. Roosevelt werd voor de tweede keer herkozen. Hiermee brak hij als enige met de traditie van George Washington om niet meer dan twee termijnen te dienen.

## Presidentskandidaten

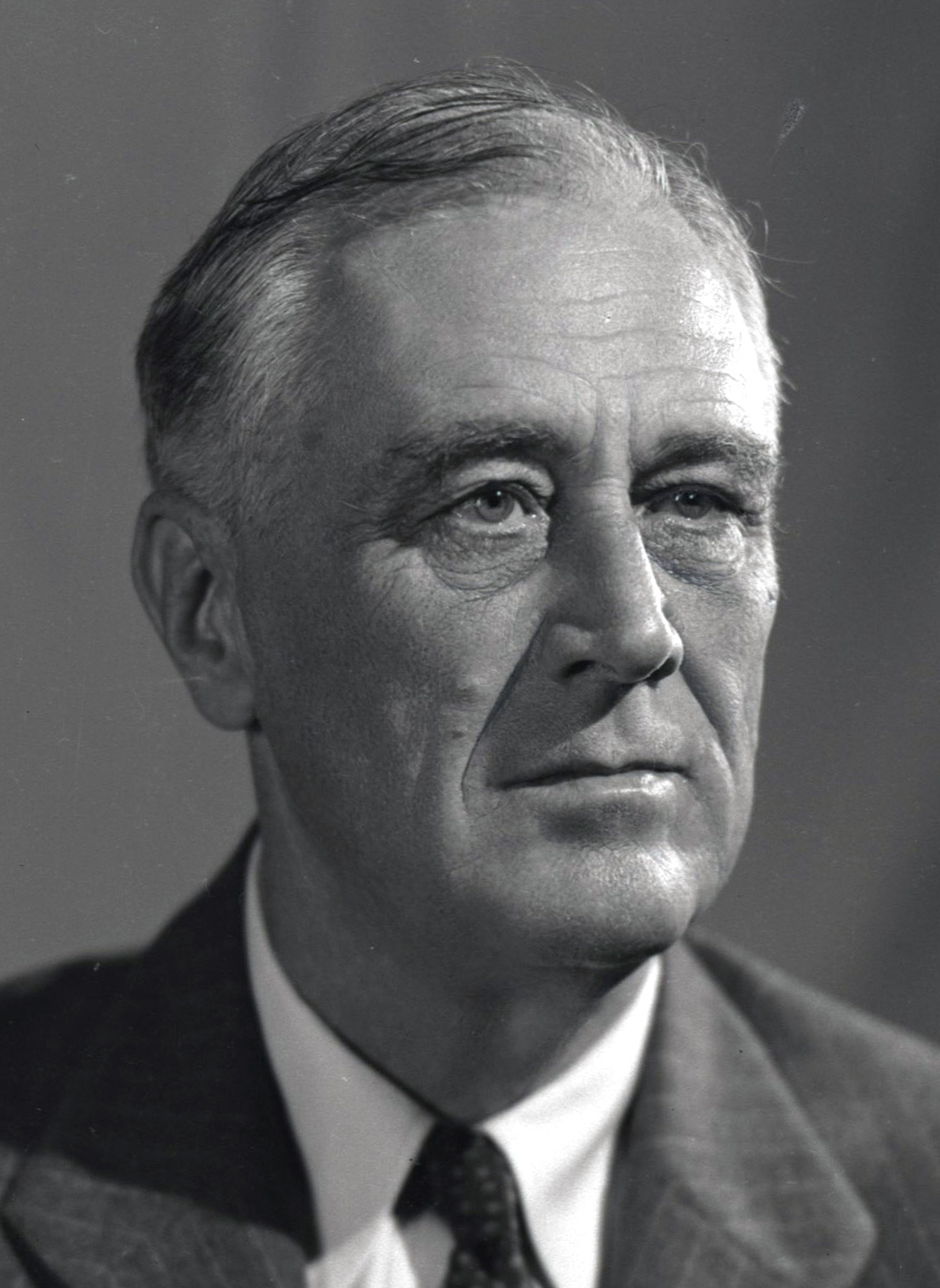
President Franklin Delano Roosevelt uit New York Democratische Partij
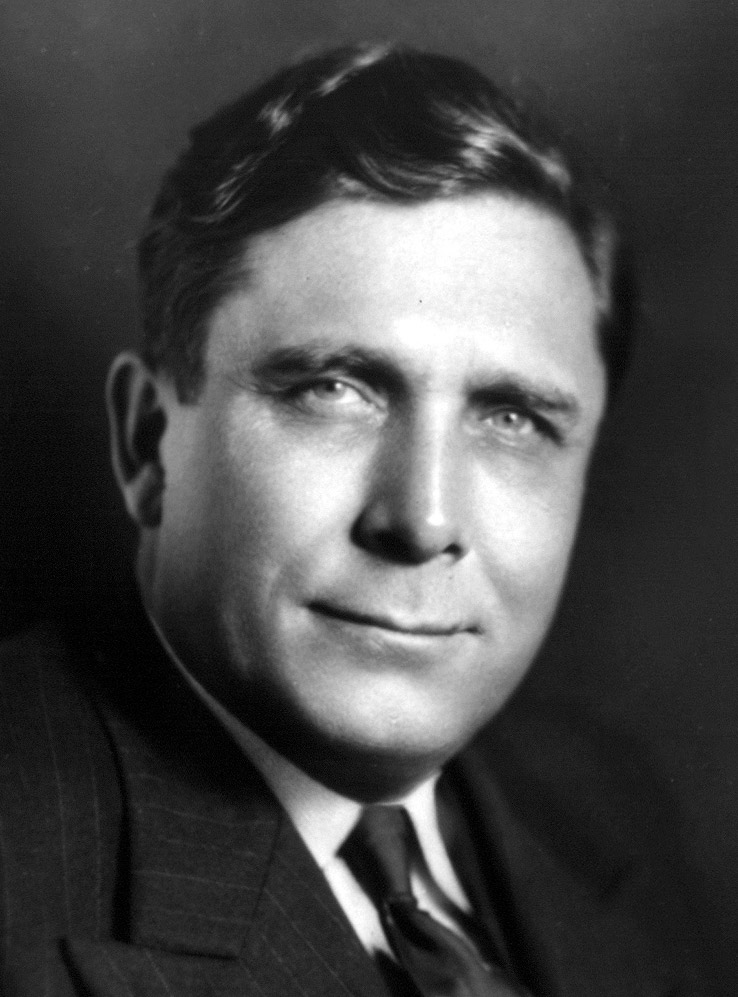
Advocaat Wendell Willkie uit Indiana Republikeinse Partij

- President 
 Franklin 
 Delano Roosevelt 
 uit New York 
 Democratische Partij
- Advocaat 
 Wendell Willkie 
 uit Indiana 
 Republikeinse Partij

### Vicepresidentskandidaten

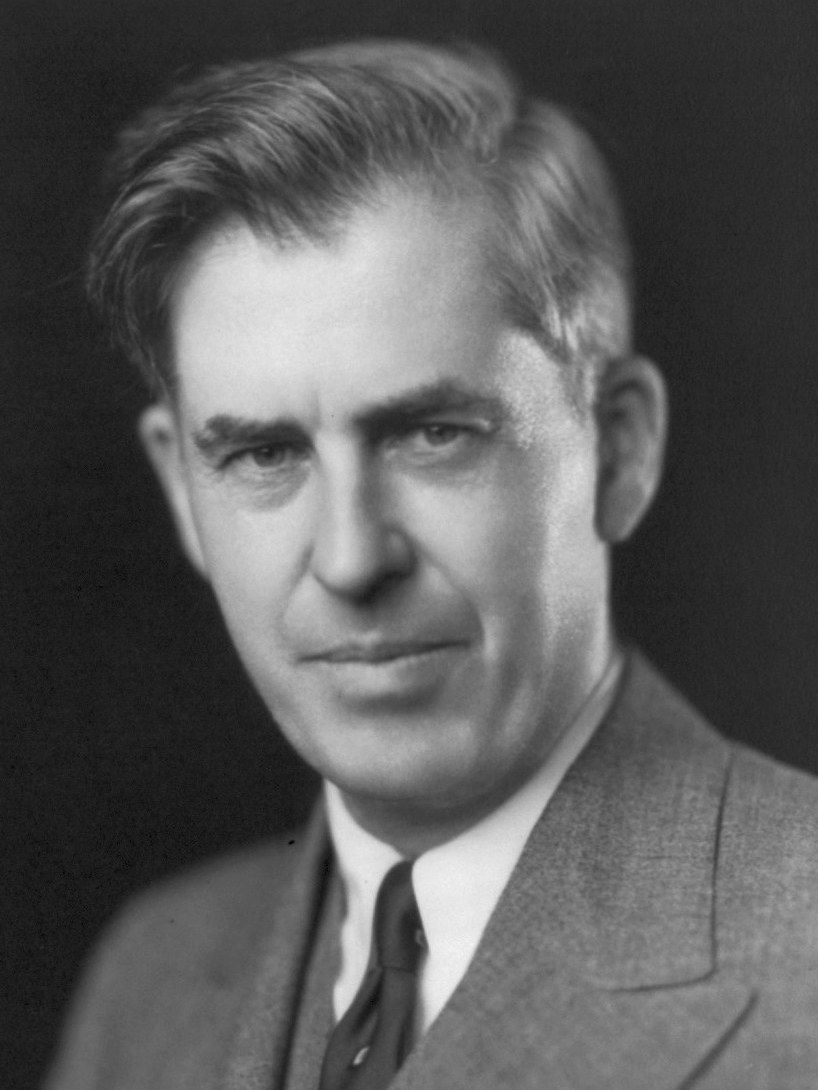
Voormalig Minister van Landbouw Henry Wallace uit Iowa Democratische Partij
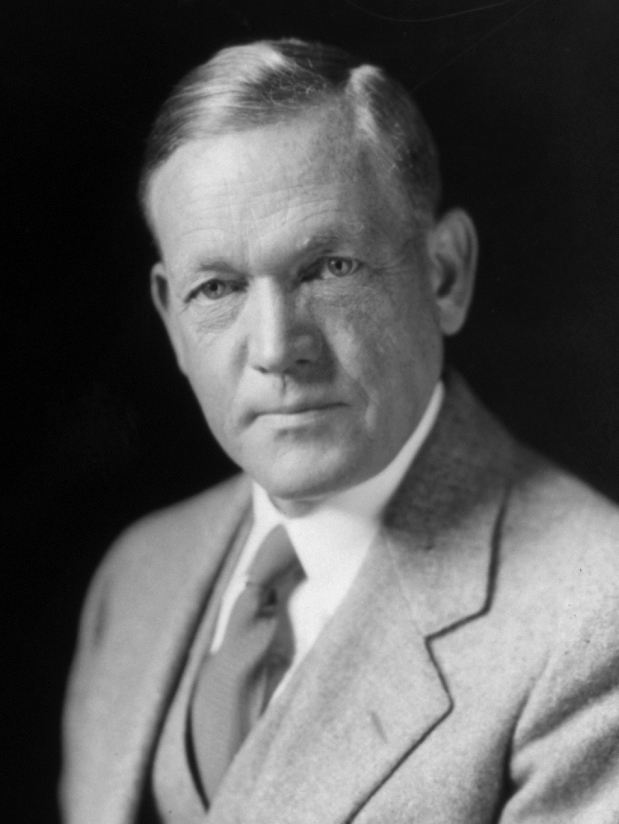
Senator Charles McNary uit Oregon Republikeinse Partij

- Voormalig 
 Minister van Landbouw 
 Henry Wallace 
 uit Iowa 
 Democratische Partij
- Senator 
 Charles McNary 
 uit Oregon 
 Republikeinse Partij

## Uitslag
| Naam            | Franklin Delano Roosevelt | Wendell Willkie      |
| Partij          | Democratische Partij      | Republikeinse Partij |
| Thuisstaat      | New York                  | Indiana              |
| Running mate    | Henry Wallace             | Charles McNary       |
| Kiesmannen      | 449                       | 82                   |
| Gewonnen staten | 38                        | 10                   |
| Aantal stemmen  | 27,313,945                | 22,347,744           |
| Percentage      | 54.7%                     | 44.8%                |